# Lancaster (Texas)
Pour les articles homonymes, voir Lancaster.
La ville de Lancaster  (en anglais [ˈlæŋkɪstər]) est située dans le comté de Dallas, dans l’État du Texas, aux États-Unis. Sa population s’élevait à 36 361 habitants lors du recensement de 2010, estimée à 39 386 habitants en 2017.

## Source
- (en) Cet article est partiellement ou en totalité issu de l’article de Wikipédia en anglais intitulé « Lancaster, Texas » (voir la liste des auteurs).